# Christian Bienert
Christian Bienert (* 21. Dezember 1947 in Berlin; † 7. Juli 2020) war ein deutscher Hörfunkmoderator.
Bienert, Sohn des Komponisten Olaf Bienert, studierte Germanistik, Publizistik und Rechtswissenschaft an der Freien Universität Berlin, ehe er ab 1969 als freier Mitarbeiter in der Unterhaltungsabteilung des RIAS tätig war. Später war Bienert Autor, Moderator, Aufnahmeleiter und Regisseur für die Deutsche Welle, den WDR, den NDR und vor allem den RIAS. Nach der Fusion von Deutschlandfunk, DS Kultur und RIAS zum Deutschlandradio arbeitete er bis 2012 für Deutschlandradio Kultur (bis 2005 „DeutschlandRadio Berlin“).
Seit den 1970er Jahren war Bienert Autor der von Hans Rosenthal moderierten Sendereihe Das Klingende Sonntagsrätsel, die er 1987 nach Rosenthals Tod bis zu seiner Pensionierung Ende 2012 auch selbst moderierte. Durch sie wurde Bienert einer breiten Öffentlichkeit bekannt.
Bienert hat die Zuschriften der Hörer akribisch archiviert, viele persönlich beantwortet und darüber hinaus Hörer miteinander in Kontakt gebracht. Im analogen Radiozeitalter hat er so mit viel Aufwand den Diskurs mit den Hörern aufgebaut und gepflegt. Sein Publikum schätzte seine sonore Stimme und seine Nahbarkeit.
Darüber hinaus engagierte sich Bienert für die Günter-Neumann-Stiftung, für die er eine 8 CDs umfassende Edition „Günter Neumann und seine Insulaner“ herausbrachte.